# Курдюмовка (Донецкая область)
Курдюмовка (укр. Курдюмівка) — посёлок в Торецкой городской общине Бахмутского района Донецкой области Украины.

## Географическое положение
Посёлок Курдюмовка Расположен у Канала Северский Донец-Донбасс, На границе с Краматорским районом, в 19 км от райцентра.
Неподалёку от посёлка находится дюкер балки Курдюмовка на канале Северский Донец-Донбасс.

## История
У Курдюмовки найдены орудия труда эпохи палеолита с классическими мустьерскими формами кремнёвых изделий.
В советское время в посёлке находилось отделение молочного совхоза «Никитовский» Дзержинского района. В этом отделении трудились Герои Социалистического Труда управляющий фермой Иван Васильевич Кочегаров, бригадир Данила Кириллович Заец и звеньевая Мария Феоктистовна Христич (позднее трудилась на местном заводе кислотоупорных изделий).
В декабре 2022 года в ходе вторжения России на Украину Курдюмовка была оккупирована ВС РФ.

## Транспорт
У Курдюмовки находится одноимённая станция Донецкой железной дороги.

## Экономика
В посёлке располагается Курдюмовский завод кислотоупорных изделий. Завод производит кислотоупорные кирпичи, плитку, ФЭМ, порошок (цемент) для металлургических и химических предприятий Донбасса, Украины и других стран. Курдюмовским кирпичом вымощены Киево-Печерская лавра, Андреевский спуск, Михайловская площадь в Киеве, площадь имени Грушевского в Киеве, Приморский бульвар в Одессе, бульвар имени Пушкина в Донецке.
На заводе трудилась Герой Социалистического Труда Мария Феоктистовна Христич.

## Население
Численность населения:
| Год  | Количество жителей |
| ---- | ------------------ |
| 1959 | 1454               |
| 1970 | 1430               |
| 1979 | 1303               |
| 1989 | 1233               |
| 1992 | 1200               |
| 1998 | 1100               |
| 2001 | 1161               |
| 2004 | 1100               |
| 2009 | 988                |
| 2010 | 968                |
| 2011 | 938                |
| 2012 | 917                |
| 2013 | 893                |
| 2014 | 865                |
| 2015 | 812                |
| 2016 | 791                |
| 2017 | 792                |
| 2021 | 629                |
| 2022 | 420                |
| 2023 | 6                  |
| 2024 | 0                  |